# Menachem Ziemba
Menachem Ziemba (15 septembre 1883, Praga, Varsovie, Pologne- 24 avril 1943, Varsovie, Pologne) est un rabbin polonais, connu comme un génie du Talmud, qui meurt durant la Shoah pendant l’insurrection du ghetto de Varsovie.

## Éléments biographiques
Menachem Ziemba est né le 15 septembre 1883, à Praga, Varsovie, en Pologne. Il est le fils d'Elazar Ziemba, qui décède alors que Menachem est un jeune garçon et il est élevé par son grand-père le rabbin Avraham Ziemba. Avraham Ziemba était un  Kotsker Hassid (le maître du hassidisme, Menachem Mendel de Kotzk (1787-1859), à l'origine de la dynastie hassidique des Gur) et un élève du Chiddushei Harim puis devient un disciple du Sfas Emes, les rabbins hassidiques de Gur.
Menachem Zembia a un frère, Avigdor Aryeh Ziemba. Menachem Ziemba épouse Mindel et ils ont sept enfants : Ahron Naftali Ziemba, Chana Ziemba, Moshe Yehuda Aryeh Ziemba, Lea Ziemba, Doba Rochel Ziemba, Shimon Eliezer Ziemba et Rosa Miriam Weidenfeld.
Le nom est parfois à tort transcrit Zemba.

### Le Talmid Hakham
Élevé dans la tradition hassidique de Gur, Menachem Ziemba reste toute sa vie fidèle à cette tradition.
À Varsovie, il devient connu comme un expert du Talmud. Il correspond avec le Rogatchover Gaon.

### Seconde Guerre mondiale

#### Le ghetto de Varsovie
Dans le ghetto de Varsovie, il est le leader spirituel. Il établit des endroits clandestins pour l'étude de la Torah et il visite ces endroits pour encourager ceux qui étudient.
Son épouse Mindel décède dans le ghetto.
À deux reprises, Menachem Ziemba fait face à la possibilité de se sauver du ghetto.
Tout d'abord, Chaim Israel et Isaac et Recha Sternbuch lui font parvenir de Suisse un passeport et un certificat de citoyenneté du Costa-Rica. Une erreur dans la transcription de son nom : Ziember au lieu de Ziemba cause un échec dans cette tentative.
La seconde occasion se présente quand Menachem Ziemba et deux autres rabbins de Varsovie, le rabbin Shimshon Sztokhamer et le rabbin David Shapiro, sont convoqués par la Judenrat. Ils sont informés que l'Église catholique propose de les sauver. Les trois rabbins refusent cette offre, notant que leur présence dans le ghetto renforce la volonté de vivre des Juifs.
Menachem Ziemba organise un comité pour obtenir le nécessaire pour Pessa'h dans le ghetto.
Il est surveillé par les autorités et ne peut donc s'impliquer directement avec la résistance dans le ghetto. Il est pourtant le premier à subvenir quand il faut de l'argent pour des armes et il encourage la résistance.

#### Le mariage de Shaul Weingort en Suisse fêté dans le ghetto de Varsovie
Le 15 mai 1941 (Lag Ba'omer 5701), le mariage du rabbin Shaul Weingort avec la fille du rabbin Yerahmiel Eliyahou Botschko a lieu à Montreux, en Suisse. Le mariage avait été retardé pendant 18 mois, dans l'espoir que la famille puisse venir de Pologne. Dans l'impossibilité d'aller en Suisse, dans le ghetto de Varsovie, le père de Shaul Weingort, le rabbin Avraham Weingort invite Yechiel Yaakov Weinberg à célébrer l'occasion. De nombreux rabbins sont présents. En l'honneur du mariage, Yechiel Yaakov Weinberg veut publier un livre intitulé Kelulas Shaul. Il demande à différents rabbins d'écrire pour ce livre un article original sur l'approche de Maïmonide de la question de la nullification et l'élimination par le feu du hametz avant Pessa'h. Parmi ceux qui envoient leurs contributions se trouvent le rabbin Menachem Ziemba, le rabbin Mendel Alter, le rabbin Aryeh Tzvi Frumer, qui dirige la Yechiva de Lublin, le rabbin Nosson Spiegelglass, le rabbin Z. Glückson, le rabbin M. Blumenfeld, le rabbin David Behr de Ozorkow, le rabbin S. Cohen de Zgierz.

#### La fin du ghetto de Varsovie
L'insurrection du ghetto de Varsovie débute le 13 avril 1943, la veille de Pessa'h. Menachem Ziemba se prépare et observe le Seder.
Dans les jours qui suivent, les nazis détruisent méthodiquement chaque maison. Les maisons brûlent, incluant le 7 Kupiecka où Menachem Ziemba se trouve.
Devant l'impossibilité de respirer à cause de l'intensité des flammes et de la fumée, Menachem Ziemba et ceux qui sont avec lui décident de tenter de traverser la rue, malgré les SS qui tirent à bout portant, pour se réfugier dans l'immeuble où le Rav de Volia, le rabbin Ber se cache.
Durant une courte accalmie dans les tirs, Rosa, la fille de Menachem Ziemba réussit à traverser la rue et fait des signes avec son bras. Menachem Ziemba, pensant la voie libre, et tenant par la main son petit-fils de cinq ans Yankele, tente sa chance. Il tombe sous les balles.
La nouvelle de sa mort fait le tour rapidement. Un Beth Din est formé et décide de l'enterrer dans la cour du 4 Kupiecka.
Avec la liquidation du ghetto, les proches de Menachem Ziemba sont déportés à Treblinka où ils périssent.

## Le transfert des restes
En 1958, le gouvernement polonais décide de reconstruire la partie du ghetto où se trouve la tombe de Menachem Ziemba.
Des survivants de sa famille, ses neveux le rabbin Avraham Ziemba et le rabbin Yitzchok Meir Ziemba, qui étaient présents à la fin de sa vie, entreprennent des démarches pour localiser la tombe et faire exhumer et transporter les restes de Menachem Ziemba à Jérusalem, en Israël. Des dizaines de milliers de personnes, avec les Moetzes Gedolei HaTorah, accompagnent Menachem Ziemba à sa dernière demeure, au mont des Répits.

## Œuvres
- Totzos Chaim, sur le Shabbat et le droit de porter
- Zera Avraham, correspondance entre Menachem Ziemba et le rabbin Avraham Luftbier de Varsovie
- Gur Aryeh Yehuda, des commentaires par Moshe Yehuda Arye, le fils de Menachem Ziemba, décédé à 19 ans, en 1924, avec une correspondance entre Menachem Ziemba et son fils

Une grande partie de l'œuvre de Menachem Ziemba a brulé dans la destruction du ghetto de Varsovie et a disparu à jamais, dont :
- Machaze Hamelech, un commentaire sur l'œuvre entière de Maïmonide
- Menachem Yerushalaim, un commentaire sur le Talmud de Jérusalem
- Des Responsa et des commentaires originaux sur le Talmud de Babylone, etc.

## Honneurs posthumes
- Une rue de Bnei Braq, en Israël, porte le nom de Menahem Ziemba.